# Tortula perrufula
Tortula perrufula là một loài Rêu trong họ Pottiaceae. Loài này được (Müll. Hal.) R.S. Williams miêu tả khoa học đầu tiên năm 1930.